# Raïon de Konocha
Le raïon de Konocha (en russe : Ко́ношский райо́н, Konochski raïon) est une subdivision administrative (raïon) et une municipalité (raïon municipal) de l'oblast d'Arkhangelsk dans le Nord de la Russie européenne. Situé dans le sud-ouest de l'oblast, le raïon est limitrophe de l'oblast de Vologda. Son centre administratif est la commune urbaine de Konocha, et il compte en tout 164 localités, réparties en 8 municipalités. Sa population s'élevait à 18 209 habitants en 2023.

## Géographie
Le raïon se situe dans l'oblast d'Arkhangelsk, un sujet de la fédération de Russie situé dans le Nord de la Russie européenne. Le sujet fait partie du district fédéral du Nord-Ouest, et il inclut comme tout l'oblast dans la région du Nord. Comme tout l'oblast, il est situé dans le fuseau horaire MSK (heure de Moscou). Le décalage horaire appliqué par rapport au temps universel coordonné est +03:00.